# Vernou-sur-Brenne
Vernou-sur-Brenne – miejscowość i gmina we Francji, w Regionie Centralnym, w departamencie Indre i Loara.
Według danych na rok 1990 gminę zamieszkiwało 2197 osób, a gęstość zaludnienia wynosiła 85 osób/km² (wśród 1842 gmin Regionu Centralnego Vernou-sur-Brenne plasuje się na 172. miejscu pod względem liczby ludności, natomiast pod względem powierzchni na miejscu 465.).
W Vernou w r. 1844 Antoni Jan Ostrowski kupił dom „Les Madères”, w którym zmarł w r. 1845.